# Louis-Antoine de Salinis
Louis-Antoine de Salinis (Morlaàs, 11 agosto 1798 – Auch, 30 gennaio 1861) è stato un arcivescovo cattolico francese.

## Biografia
Studiò al seminario di San Sulpizio a Parigi e fu cappellano del collegio Enrico IV. Già vicino alle idee di Félicité de La Mennais, se ne distaccò dopo la condanna da parte di papa Gregorio XVI.
Fu docente di sacra scrittura a Bordeaux e, dal 1840, vicario generale di quella diocesi. Era considerato ultramontano Eletto vescovo di Amiens nel 1849, nel 1856 fu trasferito alla sede metropolitana di Auch, dove contrastò le idee gallicane e ripristinò il rito romano.
Fondò numerose istituzioni culturali: Mémorial catholique, Le correspondant, Œuvre de bons livres, Société de bonnes études.
Lasciò numerosi scritti filosofici che risentono dello spiritualismo di Victor Cousin: Précis d'histoire de la philosophie (1834), scritto insieme con Bruno-Dominique de Scorbiac; Mandements (1857); La divinité de l'Église, in quattro volumi (1865).

## Genealogia episcopale e successione apostolica
La genealogia episcopale è:
- Cardinale Scipione Rebiba
- Cardinale Giulio Antonio Santori
- Cardinale Girolamo Bernerio, O.P.
- Arcivescovo Galeazzo Sanvitale
- Cardinale Ludovico Ludovisi
- Cardinale Luigi Caetani
- Cardinale Ulderico Carpegna
- Cardinale Paluzzo Paluzzi Altieri degli Albertoni
- Papa Benedetto XIII
- Papa Benedetto XIV
- Papa Clemente XIII
- Cardinale Giovanni Francesco Albani
- Cardinale Carlo Rezzonico
- Cardinale Antonio Dugnani
- Arcivescovo Jean-Charles de Coucy
- Cardinale Gustave-Maximilien-Juste de Croÿ-Solre
- Vescovo Charles-Auguste-Marie-Joseph Forbin-Janson
- Cardinale François-Auguste-Ferdinand Donnet
- Arcivescovo Louis-Antoine de Salinis

La successione apostolica è:
- Vescovo Prosper-Michel-Arnaud Hiraboure (1857)